# Plug In Digital
Plug In Digital est une entreprise française spécialisée dans l'édition et la distribution digitale de jeux vidéo, sur PC, consoles et mobile. L'activité d'édition se fait sous le label Dear Villagers.
Depuis 2012, elle a publié plusieurs titres indépendants tels que Caravan SandWitch, ScourgeBringer, Edge Of Eternity, Le Donjon de Naheulbeuk : L'Amulette du Désordre et The Forgotten City.

## Histoire
Plug In Digital est fondée en 2012 à L'Haÿ-les-Roses en région parisienne par Francis Ingrand et se consacre dans un premier temps à la distribution de jeux vidéo. L'entreprise accompagne dès lors de nombreux studios et éditeurs dans la distribution de leurs jeux à l'international et sur toutes les plateformes : PC, consoles, mobile et cloud gaming.
En 2015, l'entreprise crée un label d'édition nommé Plug In Digital Label. Il est renommé Playdius puis Dear Villagers en 2019 et se concentre sur la cible gamer,. En 2018, Plug In Digital était déjà le quatrième éditeur français en chiffre d'affaires.
En 2016, l'entreprise quitte l'Île-De-France pour s'installer son siège social à Montpellier, dont l'écosystème vidéoludique en fait l'une des capitales du jeu vidéo en France.
En 2019, Plug In Digital réalise avec succès une levée de fonds de 2 millions d'euros et ouvre un bureau à Shanghai sous la direction de Gao Zheren - ce marché représente alors 20 % de ses ventes.
En 2020, l'entreprise accélère son développement en lançant un 2e label d'édition nommé PID Games. Avec ses deux labels PID Games et Dear Villagers, Plug In Digital édite de nombreux jeux indépendants tels que The Forgotten City (2021), Le Donjon de Naheulbeuk : L'Amulette du Désordre (2020), ou encore Foretales (2022), et est récompensé comme Éditeur de Jeux Vidéo de l'année par Numeum.
En fin d'année 2021, Plug In Digital annonce une deuxième levée de fonds de 70 millions d'euros en Séries B, menée par la société de capital investissement Bridgepoint Development Capital,. La même année, Plug in Digital lance Indie Rise: The New Talents Awards, un concours à destination des développeurs indépendants issus des pays émergents. Quelques mois plus tard, The Forgotten City sera nommé pour deux récompenses (Jeu de l'année et Meilleur premier jeu) par la British Academy of Film and Television Arts (BAFTA).
En 2023, Plug In Digital acquiert le studio Celsius Online, puis rachète également le studio espagnol PixelRatio deux ans plus tard. En 2025, le label PID Games ferme pour accorder une place plus importante à l'édition sous Dear Villagers, dont le jeu fraîchement édité Caravan SandWitch remporte deux Pégases cette année-là.

## Labels

### Dear Villagers
Plug In Digital publie la majorité de ses jeux sous le nom commercial Dear Villagers.
Les jeux suivants ont été édités sous ce label :
| Année | Titre                                            | Développeur                       | Plate-forme                                                                  |
| ----- | ------------------------------------------------ | --------------------------------- | ---------------------------------------------------------------------------- |
| 2015  | Dead in Bermuda                                  | CCCP                              | Windows, Mac, Mobile                                                         |
| 2016  | NeuroVoider                                      | Flying Oak Games                  | Windows, Mac, Linux, PlayStation 4, PlayStation Vita, Xbox One               |
| 2016  | Pankapu                                          | Too Kind Studio                   | Windows, Mac, Linux, PlayStation 4, Xbox One, Nintendo Switch                |
| 2016  | Frog Climbers                                    | Team Crew                         | Windows, Mac                                                                 |
| 2016  | Aurion                                           | Kiro'o Tales                      | Windows, Mac, Playstation 4, Xbox One                                        |
| 2017  | Post Human W.A.R                                 | Studio Chahut                     | Windows, Mac                                                                 |
| 2017  | A Normal Lost Phone                              | Accidental Queens                 | Windows, Mac, Linux, Nintendo Switch, iOS, Android                           |
| 2017  | Another Lost Phone: Laura's Story                | Accidental Queens                 | Windows, Mac, Linux, Nintendo Switch, iOS, Android                           |
| 2017  | Splasher                                         | Splashteam                        | PlayStation 4, Xbox One                                                      |
| 2017  | BAFL: Brakes Are For Losers                      | Oudidon                           | Windows                                                                      |
| 2017  | Boiling Bolt                                     | Persistant Studios                | Windows, PlayStation 4, Xbox One                                             |
| 2017  | Stay                                             | Appnormals Team                   | iOS, Android                                                                 |
| 2018  | Strikers Edge                                    | Fun Punch Games                   | Windows, Mac                                                                 |
| 2018  | Dead in Vinland                                  | CCCP                              | Windows, Mac, Nintendo Switch                                                |
| 2018  | Spitkiss                                         | Triple Topping Games              | Windows, iOS, Android                                                        |
| 2018  | Lost in Harmony                                  | Digixart Entertainment            | Windows, Nintendo Switch                                                     |
| 2018  | Old School Musical                               | La Moutarde                       | Windows, Nintendo Switch                                                     |
| 2018  | Impulsion                                        | Driving Force Games               | Windows                                                                      |
| 2018  | Hover                                            | Fusty Game                        | PlayStation 4, Xbox One, Nintendo Switch                                     |
| 2019  | Enterre moi, mon amour                           | The Pixel Hunt                    | Windows, Nintendo Switch, iOS, Android                                       |
| 2019  | Away: Journey to the Unexpected                  | Aurélien Regard Games             | Windows, PlayStation 4, Xbox One, Nintendo Switch                            |
| 2020  | ScourgeBringer                                   | Flying Oak Games                  | Windows, Mac, Linux, Xbox One, PlayStation 4, PS Vita                        |
| 2020  | Le Donjon de Naheulbeuk : L'Amulette du Désordre | Artefacts Studio                  | Windows, Xbox One, PlayStation 4, PlayStation 5, Nintendo Switch             |
| 2021  | Ashwalkers                                       | Nameless XIII                     | Windows, Nintendo Switch                                                     |
| 2021  | Edge of Eternity                                 | Midgar Studio                     | Windows, Xbox One,Xbox Series, PlayStation 4, PlayStation 5, Nintendo Switch |
| 2021  | Astria Ascending                                 | Artisan Studio                    | Windows, Xbox One,Xbox Series, PlayStation 4, PlayStation 5, Nintendo Switch |
| 2021  | Recompile                                        | Phigames                          | Windows Mac, Xbox Series, PlayStation 5                                      |
| 2021  | The Forgotten City                               | Modern Storyteller                | Windows, Xbox One,Xbox Series, PlayStation 4, PlayStation 5                  |
| 2022  | Revita                                           | BenStar                           | Windows, Nintendo Switch                                                     |
| 2022  | Souldiers                                        | Retro Forge Games                 | Windows, Nintendo Switch                                                     |
| 2022  | Foretales                                        | Alkemi                            | Windows, Nintendo Switch                                                     |
| 2023  | Fort Solis                                       | Fallen Leaf / Black Drakkar Games | Windows, PlayStation 5, MacOS                                                |
| 2024  | Caravan SandWitch                                | Plane Toast                       | PlayStation 5, Nintendo Switch, Microsoft Windows, MacOS, Linux              |
| 2024  | Terra Memoria                                    | La Moutarde                       | PlayStation 5, Nintendo Switch, Xbox Series, Microsoft Windows, MacOS,       |
| 2025  | Star Overdrive                                   | Caracal Games                     | PlayStation 5, Nintendo Switch, Xbox Series, Microsoft Windows               |

### PID Games (2020-2025)
PID Games était le second label d'édition de Plug In Digital avant de fermer en 2025.
Inauguré en septembre 2020, il est d'abord nommé PID Publishing avant de rapidement devenir PID Games. Lancé pour compléter l'offre de la marque, ce deuxième label propose une offre d'édition et de co-édition de jeux vidéo indépendants sur PC, consoles et mobile[réf. souhaitée]. Le catalogue de PID Games compte des jeux comme Paper Beast, Alba: a wildlife adventure ou Skabma - Snowfall.
En 2025, le label a cessé d'exister pour concentrer toute l'activité d'édition sous le nom de Dear Villagers.